# Neottiura herbigrada
Neottiura herbigrada is een spinnensoort in de taxonomische indeling van de kogelspinnen (Theridiidae).
Het dier behoort tot het geslacht Neottiura. De wetenschappelijke naam van de soort werd voor het eerst geldig gepubliceerd in 1873 door Eugène Simon.